# Власово (платформа)
Вла́сово — остановочный пункт и разъезд Савёловского направления Московской железной дороги в Талдомском городском округе Московской области.
Рядом с платформой расположены населённые пункты Растовцы и Бобылино. На разном удалении выстроены дачные участки. Действуют автобусные маршруты на Запрудню, Талдом. Около автобусной остановки расположен пункт продажи стройматериалов. Билетные кассы находятся в стороне от платформы.

## История
Станция получила своё название от урочища Власово, расположенного к северо-востоку от платформы. В этом урочище располагается обширное болото, в котором в 1927 году была пущена в эксплуатацию торфяная Власовская электростанция, снабжавшая электричеством большую часть населённых пунктов района, в том числе и завод Фарфор Вербилок.
До конца 1990-х годов использовалась как конечный пункт электропоездов выходного дня.
До 1997 года имела дополнительное путевое развитие: от основного пути вправо отходил боковой путь. С обеих сторон станции располагались внешние высокие платформы. На платформе бокового пути были вестибюль для укрытия от осадков и касса. На месте боковой платформы сохранились остатки ферм контактного провода, шпал, платформы и колонны вестибюля, лестница. В здании управления СЦБ станции была расположена касса. В 2020 году начались строительно-монтажные работы по восстановлению разъезда. К середине 2025 года восстановительные работы полностью завершены.

## Автобусные маршруты
- № 20 Запрудня — Талдом
- № 40 С/т «Маяк»
- № 41 С/т «Океан»
- № 43 С/т «Монолит»
- № 44 Власово — Бобылино — Попадьино